# マリア・ダス・ネヴェス・デ・ブラガンサ
マリア・ダス・ネヴェス・デ・ブラガンサ（Maria das Neves de Bragança, 1852年8月5日 - 1941年2月15日）は、ポルトガルの廃王ミゲル1世とその妻であるレーヴェンシュタイン＝ヴェルトハイム＝ローゼンベルク侯女アーデルハイトの間の長女。
スペインのカルリスタ王位請求者にしてフランスのレジティミスト王位請求者、サン・ハイメ公アルフォンソ・カルロスの妻となった。スペイン語名はマリア・デ・ラス・ニエベス（María de las Nieves de Braganza）。

## 生涯
亡命者の身の上であるミゲル1世夫妻の最初の子供として生まれ、弟のミゲルが生まれるまではミゲリスタ派のポルトガル王太子 (Princesa Real de Portugal) とされていた。
1871年4月26日、クラインホイバッハで父の従弟にあたるサン・ハイメ公アルフォンソ・カルロスと結婚した。
この結婚でマリア・ダス・ネヴェスはカルリスタ派のスペイン王妃に、レジティミストのフランス王妃となった。
マリア・ダス・ネヴェスは1874年に男の子を出産したが、この息子は生れて数時間後に亡くなった。サン・ハイメ公爵夫妻はこれ以後2度と子供に恵まれなかった。